# Jordi Pujol Puente
Jordi Pujol Puente (Barcelona, 10 de diciembre de 1966-Sarajevo, 17 de mayo de 1992) fue un fotoperiodista español.

## Trayectoria
Estudió Ciencias de la Información en la Universidad Autónoma de Barcelona, en el Campus de Bellaterra. Antes de finalizar la carrera, con tres asignaturas pendientes, comenzó a trabajar como freelance para el diario Avui y para Associated Press cubriendo la guerra de Bosnia. 

## Atentado
El mediodía del 17 de mayo de 1992 una granada de mortero alcanzó el vehículo en el que viajaba cuando circulaba por el barrio de Dobrinja en Sarajevo y falleció en el acto. Resultó herido en el mismo ataque el fotoperiodista David Brauchli, quien a diferencia de Pujol Puente sí llevaba un chaleco antibalas.
Fue el primer periodista muerto en el conflicto bosnio. Se desconoce el origen de la granada y su muerte no fue denunciada ante un tribunal.

## Honores
En el décimo aniversario de su muerte se realizó un acto en Sarajevo recordatorio de Pujol Puente. En octubre de 2004 recibió a título póstumo la Medalla al Mérito en el Trabajo en su categoría de oro «como reconocimiento a su labor profesional, que fue truncada mientras desarrollaba su trabajo en un área de conflicto armado».